# La Riera (Perafita)
La Riera és un mas a poc més de mig km al sud del nucli de Perafita (Lluçanès). Edifici orientat a migdia, la casa està dividida en dues parts, una destinada a habitatge i l'altra és un antic corral. El material emprat és pedra sorrenca. En el corral s'hi poden observar uns pilars rodons fets de pedra tova. A l'entrada hi ha una llinda datada a l'any 1807 si bé en l'interior de la casa hi ha una part més antiga.
Els primers documents que en parlen se situen a l'any 1326 tot citant a Pere i Elisenda de Riera en una permuta de terres. A finals del segle xvi hi han forces documents de ventes finalitzant la família de dit cognom el 1590 al vendre Francina Riera el mas a Valentí Noguera de Perafita a finals del segle xvii passa com a masoveria de Rocafiguera de Sora.